# Tapogliano
Tapogliano est une ancienne commune italienne, maintenant une frazione de Campolongo Tapogliano, dans la province d'Udine dans la région du Frioul-Vénétie Julienne dans le nord-est de l'Italie.
Le 1er janvier 2009, Tapogliano fusionne avec sa voisine Campolongo al Torre pour former la nouvelle commune de Campolongo Tapogliano, à la suite de la loi régionale du Frioul-Vénétie Julienne no 18 du 27 juillet 2007, approuvée par 85,47 % des habitants des deux anciennes communes lors du référendum du 25 novembre 2007.